# Pomplamoose
Pomplamoose est un groupe de musique indépendante américain, originaire de Corte Madera, en Californie. Il est composé des multi-instrumentistes Jack Conte et Nataly Dawn. Le duo compte environ 100 000 chansons vendues en ligne en 2009.

## Biographie

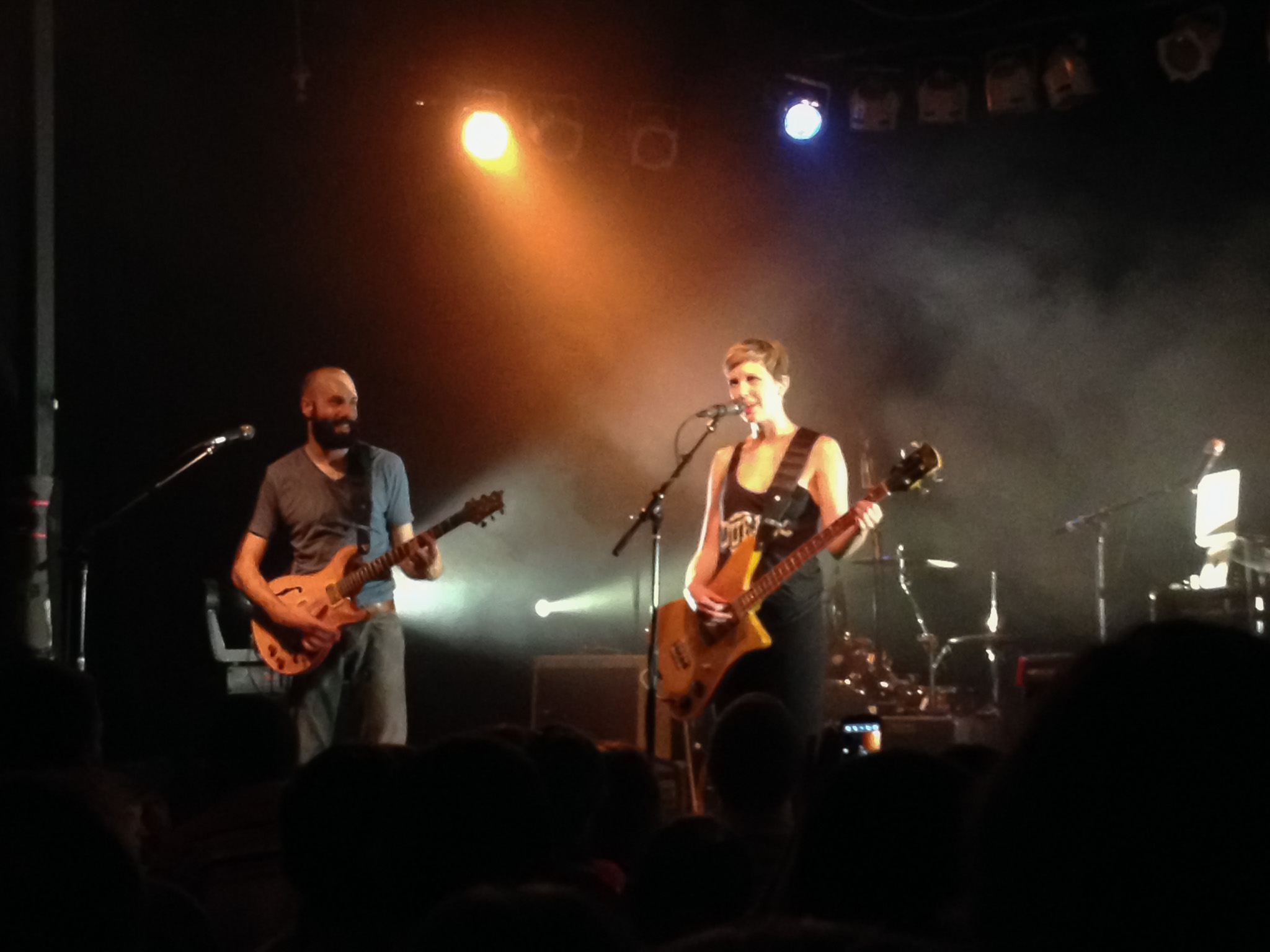
Pomplamoose en 2014.

Le groupe est formé pendant l'été 2008,. Le nom du groupe vient du mot français Pamplemousse. Pomplamoose est une approximation orthographique anglaise de la prononciation française de ce fruit.
Le 11 avril 2010, le groupe est interviewé dans l'émission All Things Considered sur la NPR. Également en avril 2010, leur reprise de Mr. Sandman des Chordettes est utilisée dans une publicité pour Toyota,. En septembre 2010, Pomplamoose s'associe avec Allee Willis pour une collaboration intitulée Jungle Animal. Willis contacte le duo après avoir écouté leur reprise de September de Earth, Wind and Fire et leur propose d'écrire un morceau. Willis s'occupe aussi de la couverture du single. Pendant Noël 2010, Pomplamoose reprend des chants de Noël comme O Come All Ye Faithful, Jingle Bells, Up on the Housetop et Deck the Halls.
En 2011, Pomplamoose commence un webcast interactif appelé Hey, It's Pomplamoose: A Show about Pomplamoose and Other Things qui est diffusé chaque mardi. Le 5 novembre 2013, Pomplamoose lance la deuxième saison. En 2014, Pomplamoose est listé 67e sur le New Media Rockstars Top 100 Channels.

## Projets en solo
Conte et Dawn ont tous les deux leur carrière solo qu'ils exposent sur YouTube et à travers des morceaux sur l'iTunes Store. Conte enregistre deux EP - Sleep in Color et Nightmares and Daydreams. Ils les enregistrent avec les compilations VideoSongs Volumes I-IV sur l'iTunes Store.